# 奧查德帕克 (紐約州村)
奧查德帕克（英語：Orchard Park）是位於美國紐約州伊利縣的村。

## 人口
根據2020年美國人口普查的數據，奧查德帕克的面積為3.59平方千米，當中陸地面積為3.48平方千米，而水域面積為0.11平方千米。當地共有人口3108人，而人口密度為每平方千米866人。